# ХНК Шибеник
ХНК Шибеник (на хърватски: Hrvatski nogometni klub Šibenik Хърватски футболен клуб Шибеник) или просто Шибеник е футболен клуб от Шибеник, Хърватия.
Основан е на 1 декември 1932 г. като „РСД Шибеник“ в Кралство Югославия. 
Домакинските си срещи играе на стадион „Шубичевац“ с капацитет 3412 места.

## Успехи
Национални:
 Югославия:
- Югославска трета лига (Юг):
  -  Шампион (3): 1950/51, 1975/76, 1982/83
- Хърватска република лига (Втора лига):
  -  Шампион (1): 1982/83
- Купа на маршал Тито:
  - Полуфиналист (1): 1956/57

Национални:
 Хърватска:
- Първа хърватска футболна лига:
  - 4-то място (2): 2006/07, 2009/10
- Купа:
  -  Финалист (2): 2009/10[1], 2022/23
- Друга Хърватска Нагометна лига (Втора лига):
  -  Шампион (2): 2005–06, 2019–20

## Известни футболисти
- Славен Билич
- Дуйе Чоп
- Никола Калинич
- Гордън Шилденфелд